# Blokkade (militaire strategie)

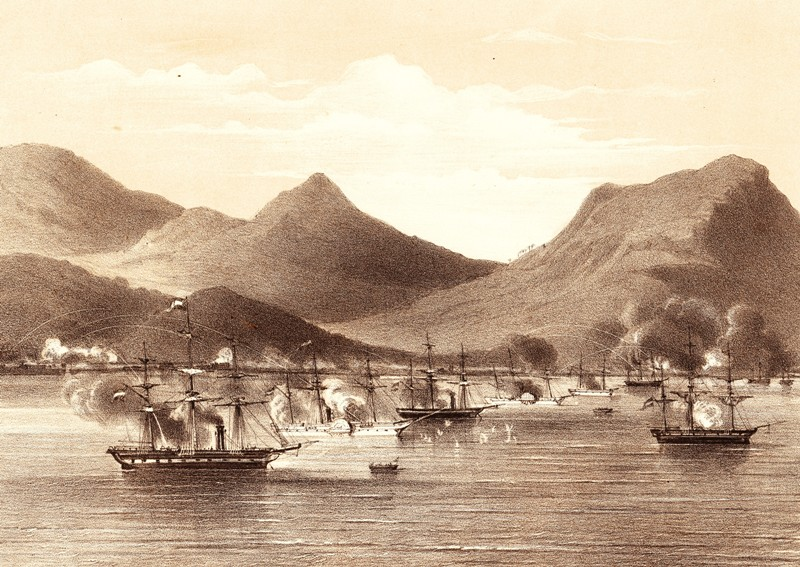
Blokkade van Atjeh door Nederlandse schepen in de periode tussen de eerste en tweede expeditie naar Atjeh

Een blokkade is een militaire strategie die bestaat uit het afsluiten van een gebied van de buitenwereld om de handel en bevoorrading stil te leggen en zo de vijand te verzwakken of tot overgave te dwingen. Blokkades zijn zodoende een vorm van economische oorlogsvoering. De meeste blokkades in het verleden waren maritieme blokkades (ook wel maritieme embargo's genoemd), het blokkeren van de kust en havens van de vijand. Een voorbeeld hiervan was de blokkade van Atjeh door Nederlandse schepen tijdens de periode tussen de eerste en tweede expeditie naar Atjeh. Blokkades over land zijn echter ook mogelijk, zoals de Blokkade van Berlijn in 1948-1949.

## Geschiedenis
Blokkades werden al uitgevoerd in de klassieke oudheid, zowel bij belegeringen op land als op zee. Zo dwong de blokkade na de Slag bij Aegospotami Athene uiteindelijk tot overgave in de Peloponnesische Oorlog. Behalve het blokkeren als deel van de economische oorlogsvoering zijn blokkades ook gebruikt om de vijandige vloot tot een aanval te dwingen. Zo paste de Britse admiraal Horatio Nelson een zogenaamde losse blokkade toe. Deze tactiek waarbij de blokkerende vloot zich niet bij de havenmond bevond maar achter de horizon, was bedoeld om vloten uit de veilige haven te lokken. Dit is ook precies wat de vloot van de Franse generaal Pierre-Charles Villeneuve deed, met de Zeeslag bij Trafalgar als gevolg.

### Vreedzame blokkades
Tot het begin van de 19e eeuw waren blokkades altijd deel van de oorlogsvoering. Dit veranderde in 1827 toen Frankrijk, Rusland en het Verenigd Koninkrijk de Eerste Helleense Republiek te hulp schoten door blokkades te leggen voor de delen van de kust die door het Ottomaanse Rijk bezet waren. Hoewel dit leidde tot de Zeeslag bij Navarino vond de blokkade zelf plaats in vredestijd. De eerste echte vreedzame blokkade was de Britse blokkade van de Republiek Nieuw-Granada in 1837 die Nieuw-Granada moest dwingen tot de vrijlating van een Britse consul.

### Rechtmatigheid
Of een blokkade als rechtmatig werd beschouwd, was geregeld in de nationale wetten van de landen wiens handel door de blokkade werd beïnvloed. Zo voldeed de Braziliaanse blokkade van Río de la Plata in 1826 wel aan de Britse wetten, maar niet aan Franse en Amerikaanse. Deze landen gaven dan ook aan hun handelsvloten te verdedigen terwijl de Britten genoodzaakt waren aan te dringen op een vreedzame oplossing tussen Brazilië en Argentinië.
In het internationale recht werden blokkades pas voor het eerst gedefinieerd bij de Vrede van Parijs in 1856. Hierin werd onder andere gesteld dat blokkades effectief moesten zijn om rechtmatig te zijn. Deze op het eerste oog zinloze maatregel was bedoeld om zogenaamde papieren blokkades te voorkomen. Dit waren blokkades waarvan de geblokkeerde natie wel op de hoogte gebracht werd, maar die niet door een daadwerkelijke blokkade bekrachtigd werd. Wanneer een papieren blokkade voor een heel land werd afgekondigd hield dit voor het verdrag echter wel in dat de blokkerende partij goederen van neutrale handelaren die met de geblokkeerde havens handelden in beslag mocht nemen. Bij de Declaratie van Londen in 1909 werd een poging gedaan de rechten van neutrale handelaren verder te beschermen. Het verdrag werd echter maar door een paar landen geratificeerd, waardoor de behaalde overeenkomsten niet toepasbaar waren. Delen ervan zijn echter wel toegepast bij blokkades in de Eerste Wereldoorlog. Sinds 1945 bepaalt de VN Veiligheidsraad de legaliteit van blokkades en kan deze op grond van artikel 42 van het Handvest ook zelf opleggen.

## Historische blokkades
| Blokkade                                            | Periode    | Soort blokkade       | Geblokkeerd goed                                                    | Toelichting |
| --------------------------------------------------- | ---------- | -------------------- | ------------------------------------------------------------------- | --- |
| Blokkade van Athene na de Slag bij Aegospotami      | 404 v.Chr. | Algehele blokkade    | n.v.t.                                                              | Dwong Athene tot overgave |
| Union blockade                                      | 1861-1865  | Algehele blokkade    | n.v.t.                                                              | De Confederates zagen hun export met 95% krimpen tijdens de blokkade |
| Franse zeeblokkade van Pruisen                      | 1870-1871  | Beperkte blokkade    | n.v.t.                                                              | De Fransen wilden alle Noord-Duitse havens blokkeren maar hadden een tekort aan kolen en matrozen. Uiteindelijk kwam het slechts tot een blokkade van Wilhemshaven die weinig aan de oorlogsinspanningen bijdroeg.                                                                                                   |
| Britse zeeblokkade tijdens de Eerste Wereldoorlog   | 1914-1919  | Algehele zeeblokkade | Handelsverkeer van en naar Centrale mogendheden.                    | De blokkade veroorzaakte grote schaarste bij de Centrale mogendheden en was een belangrijke factor in hun ineenstoring in 1818, ondanks pogingen tot omzeiling via neutrale landen waaronder Nederland. Zelfs na de wapenstilstand werd de blokkade nog een paar maanden gehandhaafd om druk op Duitsland te houden. |
| Blokkade van het Mandaatgebied Palestina            | 1934-1948  | Vlootblokkade        | Schepen van de Aliyah Bet                                           | Door de Britten ingesteld ter voorkoming van de illegale Joodse immigratie in Palestina, die met schepen georganiseerd werd door de Mossad Le'Aliyah Bet, de Etsel en andere Zionistische organisaties. |
| Britse zeeblokkade tijdens de Tweede Wereldoorlog   | 1939-1945  | Algehele zeeblokkade | Handelsverkeer van en naar Duitsland en diens Europese bondgenoten. | Aanvankelijk was de blokkade nog weinig effectief doordat Duitsland nog met de USSR en Zuidoost-Europa kon handelen. Nadien werd deze steeds prangender door de tweefrontenoorlog en de totale oorlog. |
| Blokkade van Berlijn                                | 1948-1949  | Vreedzame blokkade   | Stroomvoorziening en vervoer over land                              | Omzeild via luchtbrug |
| Blokkade van de Gazastrook                          | sinds 2007 | land, zee, lucht     | Economisch en humanitair                                            | Totale militaire afsluiting en controle door Israël, zuidelijke grensafsluiting door Egypte |
| Amerikaanse blokkade van Cuba tijdens de Cubacrisis | 1962       | Vreedzame blokkade   | Alleen oorlogstuig                                                  | Verwijdering raketten van Cuba |